# Křesťanský rock
Křesťanský rock je forma rocku, která obsahuje texty zaměřené na otázky křesťanské víry, často s důrazem na Ježíše Krista. Hudbu hrají obvykle křesťané. To, jak moc jsou texty kapel výslovně křesťanské, se liší. Mnoho kapel, které hrají křesťanský rock, má vazby na současné křesťanské hudební vydavatelství, média a festivaly, zatímco jiné kapely jsou nezávislé.
Některé kapely hrají hudbu ovlivněnou jejich vírou, ale za své publikum považují širokou veřejnost. Například skupina U2 ve svých textech spojuje mnoho prvků spirituality a víry. Styl kapely není přímo označován za křesťanský.
Tento styl je nejčastěji spojován s žánry, jako je soft rock, folk rock, country rock a rhythm and blues. Někdy jsou používány i žánry jako punk rock, rap a heavy metal.

## Nejznámější interpreti
- Elvis Presley
- Johnny Cash
- Bob Dylan
- The Byrds
- Eric Clapton
- U2
- Van Morrison
- Wishbone Ash
- The Allman Brothers Band
- Ian Gillan
- Skillet
- Roy Wood
- Rick Wakeman